# Эремурус
Эре́мурус, или Ширя́ш (лат. Erémurus) — род многолетних травянистых растений подсемейства Асфоделовые (Asphodelaceae) семейства Ксанторреевые (Xanthorrhoeaceae).

## Ботаническое описание

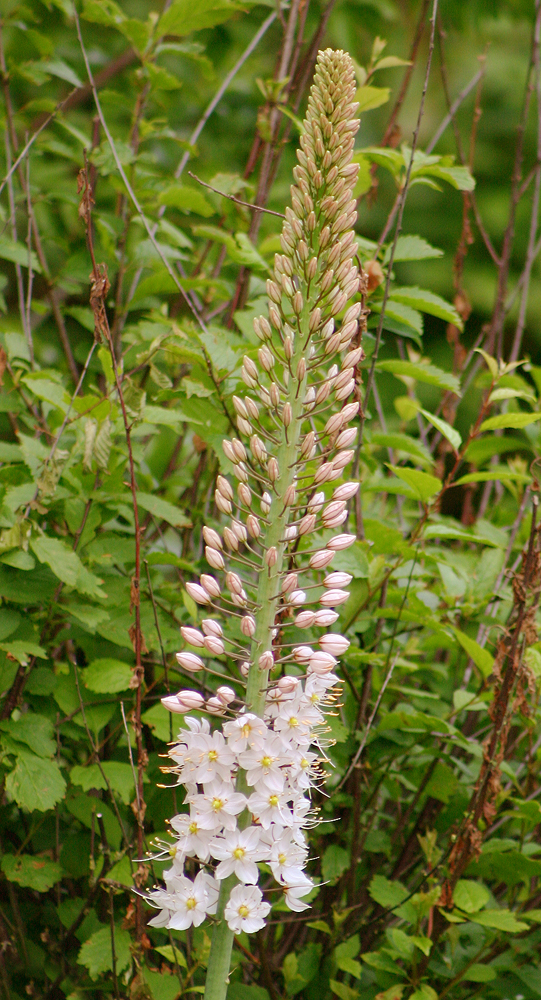
Эремурус мощный (Eremurus robustus). Соцветие

Корневище короткое, часто сверху окружено остатками старых листьев. Корни мясистые, скученные, цилиндрические или веретенообразно утолщённые.
Стебель одиночный, безлистный, выходящий из прикорневой розетки и несущий цветочную кисть.
Листья часто многочисленные, линейно-трёхгранные, снизу килевидные, узкие или широкие, плоские.
Цветочная кисть удлинённая, крупная. Цветки белые, розовые, грязно-красные, жёлтые или бурые, сидящие по одному в пазухе прицветника. Околоцветник колокольчатый или чашевидный, увядающий, доли свободные или при основании сросшиеся. Тычинок 6, подпестичные, с нитевидными нитями. Пыльники продолговатые или линейные. Завязь трёхгнёздная; столбик нитевидный; рыльце маленькое.
Коробочка почти шаровидная, перепончатая или полудеревянистая, гладкая или реже поперечно-морщинистая, трёхгнёздная, растрескивающаяся на три створки. Семена неправильно трёхгранные, с острыми гранями.
У некоторых видов Эремурусов наблюдается интересное приспособление для перекрёстного опыления насекомыми. Расправленный в начале цветения околоцветник сейчас же после созревания и выхода пыльцы вянет, завёртывается и представляет грязно-бурый комочек, на котором хорошо выделяются его сочные зелёные килевые отростки лепестков. Муха Sirphus pirastri, питающаяся зелёной листовой тлёй, бросается на эти зелёные вздутия, принимая их за тлю, причём вымазывается липкой пыльцой, которую и переносит на другие цветки.

## Распространение и экология

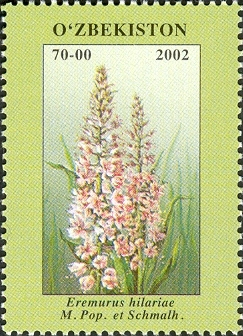
Почтовая марка Узбекистана

Представители рода встречаются в засушливых местообитаниях в Западной и Центральной Азии, а также на юге Европы.
Наиболее распространённый из них — Эремурус представительный (Eremurus spectabilis) с буровато-жёлтыми цветками, встречается и на Кавказе, а Эремурус крымский (Eremurus tauricus) — в Крыму.

## Хозяйственное значение и применение
Эремурусы алтайский, Ольги, мощный, Регеля используются как пищевые и красильные растения. Листья и корни эремуруса Регеля окрашивают шерсть и шёлк в розовый, жёлтый и оливковый цвета.
Из корня эремуруса представительного можно получать клей, поскольку он содержит полисахарид эремуран, считающийся ценным заменителем гуммиарабика. Клей применяли в переплётном и сапожном деле. Возможно, этот клей входил в состав цемента многих древних построек Средней Азии, сохранившихся до наших дней.
Все виды очень декоративны, многие нуждаются в охране. В средней полосе России в качестве садовых растений используются следующие виды и сорта: Эремурус гималайский (E. himalaicus), Эремурус алтайский (E. altaicus), Эремурус мощный (E. robustus), Эремурус Ольги (E. olgae), Эремурус гребенчатый (E. cristatus), 'Cleopatra' – цветки оранжевые, 'Romance'  – цветки розовые, 'Isobel' – цветки лососевые.

## В культуре
Место посадки максимально солнечное и сухое. Почва песчаная или супесчаная. На глинистых почвах необходимо смешивать глину с песком и подсыпать песок под корневище и сверху. Глубина посадки корневищ около 15 см. К концу лета надземная часть эремурусов отмирает, в это время можно выкопать корневища и разделить их. Затем следует просушить их 2–3 недели в тенистом сухом месте и можно снова высаживать на постоянное место.

## Классификация

### Таксономия
Род Эремурус входит в подсемейство Асфоделовые (Asphodelaceae) семейства Ксанторреевые (Xanthorrhoeaceae) порядка Спаржецветные (Asparagales).
|  |                                      |  |                                                             |                                                             |                       |  | ещё 24 семейства (согласно Системе APG II) |              |              |                |
|  |                                      |  |                                                             |                                                             |                       |  |                                            |              |              | около 45 видов |
|  |                                      |  |                                                             | порядок Спаржецветные                                       |                       |  |                                            |              | род Эремурус |                |
|  |                                      |  |                                                             | порядок Спаржецветные                                       |                       |  |                                            |              | род Эремурус |                |
|  | отдел Цветковые, или Покрытосеменные |  |                                                             |                                                             | семейство Асфоделовые |  |                                            |              |              |                |
|  | отдел Цветковые, или Покрытосеменные |  |                                                             |                                                             |                       |  |                                            |              |              |                |
|  |                                      |  | ещё 44 порядка цветковых растений (согласно Системе APG II) | ещё 44 порядка цветковых растений (согласно Системе APG II) |                       |  |                                            | ещё 13 родов | ещё 13 родов |                |
|  |                                      |  |                                                             | ещё 44 порядка цветковых растений (согласно Системе APG II) |                       |  |                                            |              | ещё 13 родов |                |

### Список видов
Род Эремурус включает 60 видов:
- Eremurus afghanicus Gilli
- Eremurus aitchisonii Baker — Эремурус Эчисона, или Эремурус Эльвеса
- Eremurus alaicus Khalk.
- Eremurus albertii Regel — Эремурус Альберта
- Eremurus ×albocitrinus Baker
- Eremurus altaicus (Pall.) Steven — Эремурус алтайский
- Eremurus ammophilus Vved.
- Eremurus anisopterus (Kar. & Kir.) Regel — Эремурус неравнокрылый, или Эремурус Королькова
- Eremurus azerbajdzhanicus Kharkev. — Эремурус азербайджанский
- Eremurus bactrianus Wendelbo
- Eremurus brachystemon Vved. — Эремурус короткотычинковый
- Eremurus bucharicus Regel — Эремурус бухарский
- Eremurus candidus Vved. — Эремурус белый
- Eremurus cappadocicus J.Gay ex Baker
- Eremurus chinensis O.Fedtsch.
- Eremurus chloranthus Popov
- Eremurus comosus O.Fedtsch. — Эремурус хохлатый
- Eremurus cristatus Vved. — Эремурус гребенчатый
- Eremurus dolichomischus Vved. & Wendelbo
- Eremurus furseorum Wendelbo
- Eremurus fuscus (O.Fedtsch.) Vved. — Эремурус загорелый
- Eremurus hilariae Popov & Vved. — Эремурус Иларии
- Eremurus himalaicus Baker — Эремурус гималайский
- Eremurus hissaricus Vved. — Эремурус гиссарский, или Эремурус гребневидный
- Eremurus iae Vved.
- Eremurus inderiensis (M.Bieb.) Regel — Эремурус индерский
- Eremurus jungei Juz.
- Eremurus kaufmannii Regel — Эремурус Кауфманна
- Eremurus kopet-daghensis Karrer — Эремурус копетдагский
- Eremurus korovinii B.Fedtsch. — Эремурус Коровина
- Eremurus korshinskyi O.Fedtsch. — Эремурус Коржинского
- Eremurus lachnostegius Vved. — Эремурус мохнатоприцветниковый
- Eremurus lactiflorus O.Fedtsch. — Эремурус млечноцветный, или Эремурус млечноцветковый
- Eremurus ×ludmillae Levichev & Priszter
- Eremurus luteus Baker — Эремурус жёлтый, или Эремурус Капю
- Eremurus micranthus Vved.
- Eremurus nuratavicus A.P.Khokhr. — Эремурус нуратавский
- Eremurus olgae Regel — Эремурус Ольги
- Eremurus parviflorus Regel — Эремурус мелкоцветковый
- Eremurus persicus (Jaub. & Spach) Boiss.
- Eremurus pubescens Vved. — Эремурус пушистый
- Eremurus rechingeri Wendelbo
- Eremurus regelii Vved. — Эремурус Регеля
- Eremurus robustus (Regel) Regel — Эремурус мощный
- Eremurus roseolus Vved. — Эремурус розоватый, или Эремурус удивительный
- Eremurus saprjagajevii B.Fedtsch. — Эремурус Запрягаева
- Eremurus sogdianus (Regel) Benth. & Hook.f. — Эремурус согдийский
- Eremurus spectabilis M.Bieb. — Эремурус представительный, или Эремурус замечательный
- Eremurus stenophyllus (Boiss. & Buhse) Baker — Эремурус узколистный, или Эремурус Бунге
- Eremurus subalbiflorus Vved. — Эремурус беловатоцветковый
- Eremurus suworowii Regel — Эремурус Суворова
- Eremurus tadshikorum Vved. — Эремурус таджикский
- Eremurus tauricus Steven — Эремурус крымский
- Eremurus thiodanthus Juz.
- Eremurus tianschanicus Pazij & Vved. ex Pavlov — Эремурус тяньшанский
- Eremurus turkestanicus Regel — Эремурус туркестанский
- Eremurus wallii Rech.f.
- Eremurus zangezuricus Mikheev
- Eremurus zenaidae Vved. — Эремурус Зинаиды
- Eremurus zoae Vved. — Эремурус Зои